# Александров, Александр Петрович (гидростроитель)
Алекса́ндр Петро́вич Алекса́ндров (4 [17] декабря 1906, село Хотилицы, Псковская губерния — 8 марта 1981, Москва) — дважды Герой Социалистического Труда (19 сентября 1952, 9 сентября 1961), заслуженный строитель РСФСР (1966), инженер-подполковник.

## Биография

Могила Александрова на Новодевичьем кладбище Москвы.

Родился 4 (17) декабря 1906 года в селе Хотилицы (ныне — Андреапольского района Тверской области). Русский.
Детство провёл в городе Торопец (Тверская область).
В 1926 году окончил Московский политехнический техникум. До 1930 года работал геодезистом, прорабом на строительстве дорог в Казахстане. В 1933 году окончил Среднеазиатский дорожный институт в Ташкенте. Руководил работами по строительству дорог на Курдайском перевале, на участке Мускол — Маргат дороги Ош — Памир — Хорог.
В 1936—1954 годах служил в системе НКВД-МВД СССР, инженер-подполковник. С 1936 года — инженер, главный инженер строительства автодороги Фрунзе — Ош. В 1942—1948 — главный инженер строительства автодороги Москва — Куйбышев.
В 1948—1952 — начальник Красноармейского строительного района Управления строительства Волго-Донского судоходного канала.
За особо выдающиеся заслуги и самоотверженную работу по строительству и вводу в эксплуатацию Волго-Донского судоходного канала Указом Президиума Верховного Совета СССР от 19 сентября 1952 года Александрову Александру Петровичу присвоено звание Героя Социалистического Труда с вручением ордена Ленина и золотой медали «Серп и Молот».
В 1952—1953 — начальник Управления строительства Цимлянской ГЭС (введена в строй в июле 1952 года) и оросительных систем Ростовской области. В 1953—1956 — начальник Управления строительства правого берега «Куйбышевгидростроя». Активно участвовал в строительстве Куйбышевской (ныне — Жигулёвской) ГЭС, введённой в строй в декабре 1955 года. В 1956—1962 — начальник управления «Сталинградгидростроя». Руководил строительством Сталинградской (ныне — Волжской) ГЭС, введённой в строй в 1961 году.
За самоотверженный труд и умелое руководство сооружением Сталинградского гидроузла Указом Президиума Верховного Совета СССР от 9 сентября 1961 года Александров Александр Петрович награждён второй золотой медалью «Серп и Молот».
В 1962—1966 — главный советский эксперт по сооружению высотной Асуанской плотины в Египте. Её первая очередь была сдана в мае 1964 года, в ноябре 1967 года был получен первый электрический ток.
В 1966—1978 — заместитель министра энергетики и электрификации СССР. Был постоянным уполномоченным Минэнерго СССР на строительстве автозавода в Тольятти (1967—1970), первой очереди КамАЗа (1970—1976), Оренбургского газоперерабатывающего завода. Участвовал в строительстве плотины в Сирии, в восстановлении гидроэлектростанции во Вьетнаме. С 1978 года — заместитель председателя Научно-технического совета Минэнерго СССР и главный редактор журнала «Гидротехническое строительство».
Жил в Москве. Умер 8 марта 1981 года. Похоронен на Новодевичьем кладбище в Москве.

## Награды
- дважды Герой Социалистического Труда:
  - 19.09.1952 — как начальник Красноармейского строительного района Волго-Донского канала за самоотверженную работу по строительству и вводу в эксплуатацию канала,
  - 09.09.1961 — как начальник Управления строительства за умелое руководство сооружением Волгоградского гидроузла,
- 4 ордена Ленина (20.10.1944; 19.09.1952, 20.11.1958; 12.05.1964)
- орден Октябрьской Революции (12.1974)
- орден Трудового Красного Знамени (20.09.1943)
- орден Дружбы народов (29.12.1976)
- медаль «За боевые заслуги» (10.12.1945)
- другие медали
- Гранд-офицер Ордена Нила (Египет).

## Почётные звания

Мемориальная доска на доме, в котором жил А. П. Александров

- Заслуженный строитель РСФСР (1966)
- Почётный гражданин города Волжский Волгоградской области (1988; посмертно)

## Память
- Бронзовый бюст был установлен в родном селе (украден в 2006 году).
- Его именем названа улица в городе Волжский Волгоградской области. Волжане называют её «улица Александро́ва» (с ударением на «о»).[источник не указан 969 дней]
- В Москве на доме, в котором он жил (улица Большая Бронная, дом 2/6), и на шлюзе № 1 Волго-Донского судоходного канала установлены мемориальные доски.
- На территории Волжской ГЭС установлена памятная стела.